# フレンドゾーン
フレンドゾーン (Friendzone) は、アメリカ合衆国のレコード・プロダクション・チームである。カリフォルニア州イーストベイ出身のジェームズ・ローレンス (James Laurence) とディラン・レズニック (Dylan Reznick) で構成されていた。

## 歴史
ジェームズ・ローレンスはDDSというハードコア・バンドやLVC名義でのソロ活動を行う一方、ディラン・レズニックはRobin Williams on Fireというノイズロック・バンドやBirthplace名義でのソロ活動を行っていた。サンフランシスコ・ベイエリアの隣町同士で育っていたローレンスとレズニックは2005年に邂逅したのち、Destroy Tokyoというバンドでの活動を経て、フレンドゾーンを結成した。
2013年7月3日、ラッパーのMykki Blancoを客演に迎えたシングル「Who Wanna Rumble」がリリースされた。同年、7月26日に先行シングル「Poly / 8AM」をリリースしたのち、10月9日に公式ファースト・アルバム『DX』をリリースした。
2017年1月30日、ローレンスの27歳での死去が報じられた。翌週の2月6日には、フレンドゾーンとしての最後の作品である「Sweet Dream」が公開された。
フレンドゾーンが手がけた楽曲には、Main Attrakionzの「Chuch」や「Perfect Skies」、ASAP Rockyの「Fashion Killa」、Yung Leanの「Solarflare」などがある。ウェブ雑誌『Drowned in Sound』では「デジタル時代におけるヒップホップの進化を示す2人組」と評された。

## ディスコグラフィー

### アルバム
- DX (2013年)

### ミックステープ
- Get Back (2010年)
- My Wishlist (2010年)
- Kuchibiru Network (2011年)
- Kuchibiru Network 2 (2011年)
- Rose Quartz Mix (2012年)
- Collection I (2012年)
- Champion Sound #11 (2013年)
- Kuchibiru Network 3 (2013年)
- The DX Mix (2013年)
- Upfront 014 (2015年)

### EP
- While U Wait (2015年)

### シングル
- "A.L.L." / "JD" (2010年)
- "No One" (2011年)
- "I Have Nothing" (2012年)
- "!!-Major" (2012年)
- "Retailxtal" (2012年)
- "Rest" (2012年)
- "Moments Pt. 1" (2012年)
- "Moments Pt. 2" (2013年)
- "First Love XOXO" (2013年)
- "Always" (2013年)
- "4 Yia Yia" (2013年)
- "Who Wanna Rumble" (2013年) (featuring Mykki Blanco)
- "Poly" / "8AM" (2013年)
- "Appropriate X" / "Blast Furnace" (2014年)
- "Needs5" (2014年)
- "TCShe" (2015年) (featuring Sheera)
- "Sweet Dream" (2017年)